# Mittlerorganisation
Eine Mittlerorganisation ist eine im staatlichen Auftrag oder Interesse arbeitende Vereinigung. Im Gegensatz zu Mittelorganisationen stehen Vereinigungen der Zivilgesellschaft und Graswurzelbewegungen. Beispiele für Mittlerorganisationen sind vor allem Kulturinstitute und staatlich gesteuerte Freundschaftsgesellschaften, aber auch  akademische Austauschdienste und wissenschaftliche Institute im Ausland.

## Aufgabe
Eine Mittlerorganisation wird häufig für internationale Kulturbeziehungen oder die Europapolitik eingesetzt. Sie verfolgt dabei einen staatlichen Auftrag. Der Übergang zur Auslandspropaganda ist fließend. Zweck einer Übertragung dieser Aufgaben kann auch die Tarnung einer kulturpolitischen Unterwanderung des Auslandes unter gleichzeitiger Vorspiegelung politischer Unabhängigkeit nach außen. Mittlerorganisationen sind ein Werkzeug des Public Diplomacy. Es handelt sich dabei um Vereinigungen, die weder eindeutig dem staatlich-öffentlichen, noch dem privatwirtschaftlichen oder zivilgesellschaftlichen Bereich zugeordnet werden können. Sie sind eine Erwiderung auf den fließenden Übergang in der politischen Umsetzung zwischen staatlicher und privater Organisation.

## Deutsche Mittlerorganisationen
In Deutschland ist schon seit der Gründung der Bundesrepublik der Begriff der Mittlerorganisation bekannt. So wird die Europäische Bewegung Deutschland seit 1949 institutionell von der Bundesregierung gefördert. Bekannte Mittlerorganisationen ist Deutschland sind das Goethe-Institut, das Institut für Auslandsbeziehungen, der Deutsche Akademische Austauschdienst, die Alexander-von-Humboldt-Stiftung, die Deutsche UNESCO-Kommission, das Deutsche Archäologisches Institut, das Auslandsschulwesen und das Haus der Kulturen der Welt. Mittlerorganisationen werden im staatlichen Auftrag und Interesse tätig und werden in teilweise durch Staaten finanziert. Häufig sitzen staatliche Mittelsmänner in deren Gremien und Beiräten.

## Belege
1. ↑  bpb.de.